# Либерализм в США
Либерали́зм в Соединённых Шта́тах Аме́рики представляет собой широкий набор политических, философских и этических убеждений, основанных на концепции неотъемлемых прав личности и отдающих предпочтение личной свободе в противовес ограничениям, накладываемым на таковую свободу государственными структурами, религией, общественной моралью и традициями. Спектр либерализма в США простирается от классического до социального и, в крайнем проявлении, до неолиберализма. Фундаментальные либеральные идеалы: свободы слова, свободы печати, свободы вероисповедания, отделения церкви от государства, права на надлежащую правовую процедуру и равенство перед законом — широко признаются в качестве общей основы либерализма. Американский либерализм отличается от либерализма во всём мире, потому что в Соединённых Штатах никогда не было постоянной наследственной аристократии и они избежали бо́льшей части классовой борьбы, характерной для Европы. По словам Иэна Адамса, «все партии США либеральны и всегда ими были. По сути, они поддерживают классический либерализм, то есть форму демократизированного вигского конституционализма плюс свободный рынок. Разница заключается во влиянии социального либерализма и надлежащей роли правительства».
Декларация независимости США провозглашает наличие «неотъемлемых прав» каждого человека на «жизнь, свободу и на стремление к счастью». Такой взгляд на личность совпадает с идеалами классического либерализма. Более того, согласно Конституции США, правительство может существовать лишь с согласия управляемых. Необходимость укрепления федеральной власти в стране и выработки единой конституции вызвала ропот у сторонников широких свобод и автономности, противопоставив их федералистам. Компромиссом при принятии Конституции стал Билль о правах, предписывающий меры для гарантии личных свобод.
С 1930-х годов термин «либерализм» обычно используется в Соединённых Штатах без уточнения для обозначения социального либерализма, разновидности либерализма, поддерживающей регулируемую рыночную экономику и расширение гражданских и политических прав, при этом общее благо считается совместимым со свободой личности или даже выше её. Наиболее ярко эта политическая философия была проиллюстрирована политикой «Нового курса» Франклина Д. Рузвельта, а затем «Великого общества» Линдона Б. Джонсона. Среди заметных её проявлений можно отметить Управление работами общественного назначения и Закон о социальном обеспечении 1935 года, а также Закон о гражданских правах 1964 года и Закон об избирательных правах 1965 года. Эта разновидность либерализма также известна как современный либерализм, чтобы отличить его от классического либерализма, от которого он возник вместе с современным консерватизмом.
Современный либерализм теперь включает в себя такие вопросы, как однополые браки, права трансгендеров, отмена смертной казни, репродуктивные и другие права женщин, избирательные права для всех взрослых граждан, гражданские права, экологическая справедливость и государственная защита права на достаточный уровень жизни. Национальные социальные услуги, такие как равные возможности для получения образования, доступ к медицинскому обслуживанию и транспортной инфраструктуре, предназначены для выполнения обязанности по обеспечению общего благосостояния всех граждан, как это установлено Конституцией Соединённых Штатов. Некоторые либералы, называющие себя классическими либералами, фискальными консерваторами или либертарианцами, поддерживают фундаментальные либеральные идеалы, но расходятся с современной либеральной мыслью, утверждая, что экономическая свобода важнее социального равенства и что обеспечение всеобщего благосостояния превышает законную роль правительства.

## История

### XVIII и XIX века
Истоки американского либерализма лежат в политических идеалах эпохи Просвещения. Конституция Соединённых Штатов 1787 года учредила первую современную республику с верховной властью народа (а не монарха) и без наследственной правящей аристократии. Однако одновременно Конституция ограничивала свободу, в частности, допуская рабство. Отцы-основатели США признавали противоречие, но считали, что необходима сплочённая нация, чтобы выжить в мире.
В конце XVIII и в XIX веках Соединённые Штаты распространили свободу на всё более широкие классы людей. Уже в начале XIX века были отменены многие ограничения на голосование для белых мужчин. В Конституцию были внесены поправки об отмене рабства в 1865 году и о предоставлении права голоса чернокожим мужчинам в 1870 году.

#### Прогрессивная эра
Когда в XIX веке экономика Соединенных Штатов начала переход от аграрной к промышленной, либералы начали рассматривать коррупцию и концентрацию экономической власти (в то время называемую трестами) как угрозу свободе. В «прогрессивную эру», начавшуюся в 1890-х годах, были приняты законы, ограничивающие монополии и регулирующие железнодорожные тарифы.
По словам Джеймса Рейчли, термин «либерализм» приобрёл своё нынешнее значение в Соединённых Штатах в 1920-х годах. В XIX и начале XX века этот термин обычно описывал классический либерализм, который подчёркивает ограниченность правительства, религиозную свободу и поддержку свободного рынка. Тем временем термин «прогрессивизм» использовался для описания таких людей, как Теодор Рузвельт, которые выступали за ограниченную активность правительства. В течение 1920-х годов термин «прогрессивный» стал ассоциироваться с такими политиками, как Роберт М. Лафоллет, который призывал к государственной собственности на железные дороги и коммунальные услуги во время своей президентской кампании 1924 года. Таким образом, прогрессивизм стал ассоциироваться с радикализмом, что не устраивало умеренных сторонников реформ. Этот термин также был непривлекательным для определённых групп из-за его давней связи с Республиканской партией и социальным евангелизмом. В конце 1920-х и 1930-х годах политические деятели, такие как Франклин Д. Рузвельт, всё чаще использовали термин «либерал» для описания человека, который одобрял активное правительство, но выступал против радикальных реформ.

### XX век

#### Либерализм Рузвельта
В 1930-х годах либерализм стал описывать прагматичную идеологию, которая призывала к умеренному государственному регулированию экономики, прогрессивному налогообложению и расширению полномочий федерального правительства по отношению к штатам. Это также стало означать поддержку профсоюзов и определённую враждебность или, по крайней мере, подозрительность по отношению к крупному бизнесу. Либерализм сохранил некоторые аспекты использования этого термина до 1930-х годов, включая поддержку гражданских свобод и секуляризма. То, что когда-то называлось классическим либерализмом, постепенно превратилось в либертарианство или комбинацией фискального консерватизма и социального либерализма. Эти позиции противопоставлялись позициям политических левых, которые выступали за большие изменения, и консерваторам, которые выступали против этих изменений.
Президент Франклин Д. Рузвельт пришёл к власти в 1933 году, на фоне экономического бедствия Великой депрессии, предложив избирателям «Новый курс», призванный облегчить экономическую нужду и безработицу, предоставить больше возможностей и восстановить процветание. Президентство Франклина Д. Рузвельта (1933—1945), самое продолжительное в истории Соединённых Штатов, было отмечено беспрецедентным усилением роли федерального правительства в решении экономических и других проблем страны. Программы общественных работ создали новые рабочие места, амбициозные проекты, такие как Администрация долины Теннесси (TVA), способствовали экономическому развитию, а система социального обеспечения заложила основу для современной национальной системы социального обеспечения. Великая депрессия затянулась на все 1930-е годы, несмотря на программы «Нового курса», которые имели переменный успех в решении экономических проблем страны. Экономическому прогрессу меньшинств препятствовала дискриминация, в отношении которой администрация Рузвельта сделала меньше, чем последующие администрации, но больше, чем раньше. «Новый курс» предоставлял прямую помощь меньшинствам через Гражданский корпус охраны окружающей среды (CCC), Администрацию общественных работ (PWA), Управление работами общественного назначения (WPA) и другие агентства, а во время Второй мировой войны исполнительные указы и Комиссия по справедливой практике найма открыли миллионы новых рабочих мест для меньшинств и запретили дискриминацию в компаниях с государственными контрактами. 1,5 миллиона чернокожих ветеранов в 1945 году имели полное право на льготы в соответствии с законом о льготах для ветеранов на тех же основаниях, что и белые ветераны.
«Новый курс» состоял из трёх типов программ, направленных на «Помощь, восстановление и реформу». Помощь была немедленной попыткой помочь одной трети населения, которая больше всего пострадала от депрессии. Рузвельт расширил программу Герберта Гувера по оказанию чрезвычайной помощи и строительству (ERCA), дополнив её CCC, PWA и WPA, последняя заменила в 1935 году Федеральную администрацию чрезвычайной помощи (FERA). Также в 1935 году были приняты Закон о социальном обеспечении и программы выплаты пособий по безработице. Закон о социальном обеспечении предусматривал пенсионный доход и выплаты по инвалидности для американцев, которые не могли работать из-за возраста или состояния здоровья. Были созданы отдельные программы для оказания помощи в сельских районах, такие как Администрация по переселению и Администрация по защите фермерских хозяйств. Программы по восстановлению экономики предусматривали дефицитные расходы, отказ от золотого стандарта, попытки поднять цены на сельскохозяйственную продукцию, которые упали из-за кризиса, и усилия по увеличению внешней торговли. Усилия «Нового курса», направленные на то, чтобы помочь Соединённым Штатам восстановиться, были частично реализованы в рамках значительно расширенной программы Гувера, Корпорации финансирования реконструкции (RFC).
Либерализм Рузвельта и его реформы были основаны на предположении, что главной причиной депрессии стала присущая рынку нестабильность и что вмешательство правительства необходимо для рационализации и стабилизации экономики и для уравновешивания интересов бизнеса, фермеров и рабочих. Реформы включали Национальный закон о восстановлении промышленности (NIRA), регулирование Уолл-стрит Закон о торговле ценными бумагами (SEA), Закон о регулировании сельского хозяйства (AAA) для сельскохозяйственных программ, страхование банковских депозитов (FDIC), Закон Гласса — Стиголла 1933 года, на много лет вперёд определивший облик американской банковской системы, и Национальный закон о трудовых отношениях (NLRA), касающийся отношений между работниками и работодателем. Несмотря на призывы некоторых сторонников «Нового курса», новая антимонопольная программа так и не была принята. Рузвельт выступал против социализма, подразумевая под ним в первую очередь государственную собственность на средства производства, и только одна крупная программа, Администрация долины Теннесси, предусматривала государственную собственность на средства производства.

#### Вторая мировая война
Рузвельт был президентом на протяжении большей части Второй мировой войны и, предвидя послевоенный период, решительно поддерживал предложения о создании Организации Объединённых Наций как средства поощрения взаимного сотрудничества для решения проблем на международной арене. Его приверженность интернационалистским идеалам была в традициях Вудро Вильсона, архитектора неоправдашей себя Лиги Наций. Его поддержка привела в конечном итоге к созданию ООН с оговоркой, что Соединённые Штаты будут иметь право вето.

##### Либеральный консенсус
К 1950 году либеральная идеология была настолько интеллектуально доминирующей в США, что литературный критик и писатель Лайонел Триллинг, один из наиболее влиятельных интеллектуалов Америки в 1940-е — 1970-е годы, писал, что «либерализм является не только доминирующей, но даже единственной интеллектуальной традицией, […] в обращении нет ни консервативных, ни реакционных идей».
В течение почти двух десятилетий либерализм Рузвельта оставался доминирующей парадигмой в американской политике, достигнув своего пика с убедительной победой Линдона Б. Джонсона над Барри Голдуотером на президентских выборах 1964 года.
Послевоенный либеральный консенсус включал принятие большей частью общества идеи государства всеобщего благосостояния и антикоммунизма во внутренней и внешней политике. Некоторые из его элементов были общими со встроенным либерализмом, который стремился объединить преимущества свободного рынка с некоторой интервенционистской внутренней политикой.

#### Холодная война
Американский либерализм в эпоху «холодной войны» был непосредственным наследником «Нового курса» Франклина Д. Рузвельта и чуть более отдалённым наследником прогрессизма начала XX века. Сол Стерн писал, что «либерализм времён холодной войны заслуживает похвалы за величайшее достижение Америки со времен Второй мировой войны — победу в холодной войне».
Основные принципы либерализма времён «холодной войны» можно найти в «Четырёх свободах» Рузвельта (1941). Из них свобода слова и религии были классическими либеральными свободами, как и свобода от страха («свобода от тиранического правительства»), но свобода от нужды была другим вопросом. Свобода от нужды может оправдать позитивные действия правительства для удовлетворения экономических потребностей, идея, больше связанная с экономической философией Александра Гамильтона, «Американской системой (экономический план)» Генри Клея, идеями Партии вигов и Республиканской партии времён Авраама Линкольна, чем более радикальный социализм и социал-демократия европейских мыслителей, или с предыдущими версиями классического либерализма, представленными Демократической-республиканской партией Томаса Джефферсона и Демократической партией Эндрю Джексона.
В 1950-х и 1960-х годах обе основные американские политические партии включали либеральные и консервативные фракции. В состав Демократической партии, с одной стороны, входили северные и западные либералы, а с другой — в целом консервативные белые южане. Политические машины северных городских демократов трудно было классифицировать. В целом они поддерживали экономическую и социальную политику «Нового курса», но постепенно разваливались из-за расовых проблем. Некоторые историки разделили Республиканскую партию на либеральные фракции Уолл-стрит и консервативные фракции Мейн-стрит, в то время как другие отметили, что консерваторы Республиканской партии прибыли из штатов, не имеющих выхода к морю (Роберт Тафт-младший из Огайо и Барри Голдуотер из Аризоны), а либералы, как правило, из Калифорнии (Эрл Уоррен и Пит Макклоски), Нью-Йорка (Нельсон Рокфеллер) и других прибрежных штатов.
Направленный как против коммунизма, так и против консерватизма, либерализм «холодной войны» напоминал более ранние либерализмы своими взглядами на многие социальные вопросы и личную свободу, но его экономические взгляды не были ни взглядами джефферсоновского либерализма свободного рынка, ни взглядами европейских социал-демократов. Они никогда не поддерживали государственный социализм, но призывали к увеличению расходов на образование, науку и инфраструктуру, особенно на расширение НАСА и строительство системы межштатных автомагистралей. Их идеи продолжили наследие Линкольна, Вудро Вильсона, Теодора Рузвельта и Франклина Рузвельта. Наиболее заметными и постоянными позициями либерализма времен «холодной войны» были следующие:
- Поддержка национальной экономики, построенной на балансе сил между работниками (в виде организованных союзов) и работодателями (с тенденцией к большему интересу к крупным корпорациям, чем к малому бизнесу).
- Внешняя политика была сосредоточена на сдерживании коммунизма. Либералы выступали против изоляционизма, «разрядки» и «отката».
- Продолжение программ социального обеспечения «Нового курса».
- Принятие кейнсианской экономики с дефицитными расходами во времена рецессии. Они также поддерживали высокие расходы на армию, политику, известную как «военное кейнсианство».

Либералы были едины в своей оппозиции маккартизму.

##### Упадок южных либералов
Южные либералы были важной частью коалиции «Нового курса», поскольку без них у Рузвельта не было бы большинства в Конгрессе. Известными лидерами южных либералов были Линдон Джонсон в Техасе, Джим Фолсом и Джон Спаркман в Алабаме, Клод Пеппер во Флориде, Эрл Лонг в Луизиане, Лютер Х. Ходжес в Северной Каролине и Эстес Кефовер в Теннесси. Они продвигали субсидии для мелких фермеров и поддерживали зарождающееся профсоюзное движение. Существенным условием этой коалиции Север—Юг было игнорирование северными либералами южного расизма. После 1945 года северные либералы, особенно группа во главе с молодым Хьюбертом Хамфри из Миннесоты, всё чаще ставили гражданские права в центр внимания. Они убедили Трумэна присоединиться к ним в 1948 году. Консервативные южные демократы, наиболее известные как диксикраты, взяли под свой контроль Демократические партии штатов Глубокого Юга и выдвинули Строма Термонда на пост президента в 1948 году. Термонд победил в четырёх штатах, но не смог помешать Трумену переизбраться. В то же время угроза потеря голосов южных демократов было достаточно, чтобы гарантировать, что национальная Демократическая партия в 1952 и 1956 годах не сделает гражданские права главным пунктом своей программы.
В 1956 году 101 из 128 южных конгрессменов подписали «Южный манифест», осуждающий принудительную десегрегацию школ. Рабочее движение на Юге также разделилось и утратило политическое влияние. Южные либералы оказались в затруднительном положении, поскольку большинство из них вынуждены были хранить молчание или умерить свой либерализм, в то время как другие перешли на другую сторону, а оставшиеся продолжил либеральный путь. Фактически либерализм в южных штатах был учинтожен. По словам историка Нумана В. Бартли, «само слово „либерал“ постепенно исчезло из южного политического лексикона, за исключением оскорбительного термина».

#### Законы о гражданских правах
Либерализм времён «холодной войны» возник в то время, когда большинство афроамериканцев были политически и экономически бесправны. Начиная с официального доклада Трумэна To Secure These Rights в 1947 году, самопровозглашённые либералы всё больше поддерживали движение за гражданские права. В 1948 году президент Трумэн отменил сегрегацию в вооружённых силах, и демократы внесли в партийную платформу позицию по защите гражданских прав, несмотря на то, что большинство демократов из штатов Глубокого Юга в знак протеста отказались на президентских выборах того же года поддержать Трумена и выдвинули Строма Термонда. Во многом из-за сопротвиления южных демократов и опасения окончательно расколоть партию, закон о гражданских правах был принят только в 1957 году.
В течение 1960-х годов отношения между белыми либералами и движением за гражданские права становились всё более натянутыми, поскольку лидеры последнего обвиняли либеральных политиков в медлительности и проволочках, хотя и понимали, что им нужна поддержка либералов из числа северных демократов и республиканцев, чтобы преодолеть южный обструкционизм и принять любой закон. Многие белые либералы считали, что массовое движение за гражданские права только разозлит белых южан и ещё больше затруднит принятие законов о гражданских правах через Конгресс. В ответ на это беспокойство лидер движения за гражданские права Мартин Лютер Кинг-младший согласился смягчить Марш на Вашингтон в 1963 году. Президент Джон Ф. Кеннеди, наконец, одобрил Марш на Вашингтон и предложил то, что станет Законом о гражданских правах 1964 года, хотя и он не смог добиться его принятия при жизни. Линдон Б. Джонсон был демократом «Нового курса» в 1930-х годах и к 1950-м годам решил, что Демократическая партия должна порвать со своим сегрегационистским прошлым и поддержать расовый и экономический либерализм. Джонсон оседлал огромную волну сочувствия к убитому предшественнику. С помощью консервативных республиканцев во главе с Эвереттом Дирксеном сопротивление южан было сломлено. Джонсон принял ряд законов о «Великом обществе» во главе с мощным Законом о гражданских правах 1964 года, который объявил сегрегацию вне закона, и Законом об избирательных правах 1965 года, который обратил вспять усилия штатов, направленные на то, чтобы помешать чернокожим голосовать, и облегчил их мобилизацию в качестве миллионов новых избирателей-демократов. Результатом стало прекращение сегрегации в большинстве общественных мест (кроме школ) и снятие ограничений на голосование чернокожих. Неожиданно за либерализацией последовала волна чёрных бунтов в крупных городах по всем США с 1964 по 1970 год. Беспорядки оттолкнули большую часть белого рабочего класса и от коалиции за гражданские права и от либералов.
Само движение за гражданские права расколось. 8 марта 1964 года Малкольм Икс заявил, что собирается организовать чернокожую националистическую организацию с целью «повысить политическое сознание» афроамериканцев. К 1966 году возникло движение «Власть чёрным», сторонники которого обвинили белых либералов в попытке контролировать повестку дня в области гражданских прав. Сторонники движения хотели, чтобы афроамериканцы следовали «этнической модели» для получения власти, мало чем отличающейся от модели демократических политических машин в больших городах. В движение «Власть чёрным» входили также расовые сепаратисты, которые хотели добиться раздельного проживания белых и чёрных — что не могли поддержать американские либералы любой расы. Само существование таких людей (которые всегда привлекали больше внимания СМИ, чем могло бы быть оправдано их фактическое количество) способствовало «негативной реакции белых» на либералов и борцов за гражданские права.

#### Социально-либеральные движения
В 1960-х и 1970-х годах массовые движения за права женщин, гомосексуалов и сексуальную либерализацию стали мощными политическими силами.
Феминизм второй волны, который подчёркивал права женщин работать вне дома и занимать ответственные должности, привёл к повсеместному увеличению доли женщин, работающих вне дома. В 1972 году Кэтрин Грэм стала первой женщиной-генеральным директором компании из списка Fortune 500. В 1980 году Сандра Дэй О’Коннор стала первой женщиной-судьей Верховного суда США. В 2021 году Камала Харрис стала первой женщиной-вице-президентом США.
Сексуальная революция началась в США в 1960-х годах и привела к общественному признанию добрачного секса, а постановление Верховного суда по делу «Айзенштадт против Бэрда» сделало противозачаточные средства доступными для не состоящих в браке людей.
Современное движение за права геев началось в конце 1960-х — начале 1970-х годов со Стоунволлских бунтов. Несколько штатов вскоре отменили свои законы против содомии. В 1980 году впервые в платформу Демократической партии был включён вопрос о правах ЛГБТ. В 1990-е годы массовая культура стала представлять принятие гомосексуалов среди гетеросексуалов нормой. В 2003 году Верховный суд в деле «Лоуренс против Техаса» отменил уголовную ответственность за однополый секс между взрослыми партнёрами по взаимному согласию в 12 штатах, постановив, что законы против содомии нарушают пункт Конституции о надлежащей правовой процедуре. В 2004 году Массачусетс стал первым штатом в стране, легализовавшим однополые браки. Дело Верховного суда 2015 года «Обергефелл против Ходжеса» легализовало однополые браки по всей стране, постановив, что брак является основным правом всех американцев. В 2020 году Верховный суд постановил, что формулировка Раздела VII Закона о гражданских правах 1964 года защищает сотрудников-ЛГБТ от дискриминации. Опросы показывают, что подавляющее большинство американцев в настоящее время поддерживают права геев и лесбиянок, в том числе однополые браки.

#### Новые левые и Вьетнам
В то время как движение за гражданские права раскололо Демократическую партию и изолировало либералов от белого рабочего класса и южных демократов, война во Вьетнаме вбила ещё один клин в ряды либералов, отделив провоенных «ястребов», таких как сенатор Генри М. Джексон, от «голубей», таких как сенатор и кандидат в президенты Джордж Макговерн. Поскольку война стала ведущей политической проблемой дня, согласия по внутренним вопросам было недостаточно, чтобы скрепить либеральный консенсус. Борьба против Северного Вьетнама была частью стратегии сдерживания советского коммунизма, которой Соединённые Штаты придерживались с 1947 года. Победитель президентских выборов 1960 года Кеннеди во время своей кампании проявили себя более «ястребиным» в отношении режима Хо Ши Мина, чем его соперник Ричард Никсон. Вьетнамская политика Кеннеди во многом была продолжена Джонсоном, при котором количество американских солдат во Вьетнаме увеличилось с 16 000 до 500 000.
Большая часть растущей оппозиции войне состояла из молодых активистов, имевших сильную базу в кампусах элитных университетов. Будучи недовольны политикой либерального истеблишмента, они отдалились от и сформировали движение «Новых левых». После того, как Джонсон плохо выступил на праймериз 1968 года и отказался переизбераться, напряжённость внутри Демократической партии быстро нарастала. Ситуацию усугубили убийства двух ведущих либералов, Мартина Лютера Кинга-младшего и Роберта Ф. Кеннеди. Вице-президент Хьюберт Хамфри, к осторожный и умеренный демократ, который следовал за Линдоном Джонсоном во внутренней и внешней политике, смог добиться своего выдвижения в президенты от Демократической партии, опередив сенатора от Миннесоты Юджина Маккарти, которого поддерживали активисты антивоенного движения. В то же время большая часть консервативных белых демократов решили поддержать губернатора Алабамы Джорджа Уоллеса, бывшего демократа. Результатом стала победа республиканца Ричарда Никсона, который смог воспользоваться расколом среди демократов и обратившись к «молчаливому большинству», испытывающих отвращение и страх перед резким ростом насилия в стране и расовыми беспорядками.
он вместе с демократическим большинством Конгресса провёл ряд либеральных законов, включая создание Агентства по охране окружающей среды.
Хотя Никсон и выиграл выборы позиционируя себя как консерватор, тем не менее, будучи президентом, он часто занимал позиции, которые можно охарактеризовать как либеральные. Используя исполнительные указы, он единолично создал главное природоохранное ведомство США (Агентство по охране окружающей среды), обойдясь без голосования в Конгрессе. Никсон расширил финансирование таких либеральных институтов, таких как Национальный фонд искусств (NEA) и Национальный фонд гуманитарных наук. Одним из его главных советников был либерал Дэниэл Патрик Мойнихан, который сказал, что «Никсон в основном выбирал либеральную политику, просто облекая её […] в консервативную риторику». Помимо поддержки искусств и защиты окружающей среды, он поддерживал либерализацию законов против марихуаны. К удивлению консерваторов, Никсон ввёл контроль над заработной платой и ценами, чтобы противодействовать инфляции. Ноам Хомский, часто нападающий на либерализм слева, назвал Никсона «во многих отношениях последним либеральным президентом». Историки всё чаще подчёркивают либерализм политики его администрации, не приписывая её лично Никсону. Несмотря на всё это, либералы не любили Никсона, и он отвечал им тем же, составив список врагов и начав слежку за ними.
Период 1965—1974 годов был эпохой либерального Конгресса, когда демократическое большинство проводило либеральную внутреннюю политику. Либералы в Конгрессе организовались внутренне, чтобы собирать голоса, отслеживать законы, мобилизовывать интересы и составлять законопроекты без прямой помощи Белого дома. Был осуществлен широкий спектр прогрессивных мер, таких как увеличение социального обеспечения (увеличение пособий на 20 %), общественного благосостояния (увеличение пособий по безработице, продовольственные талоны и дополнительное обеспечение), Закон о безопасности и гигиене труда в 1970 году, помощь городам (субсидии на общественный транспорт), защита окружающей среды (Закон о национальной политике в области окружающей среды) и Закон о чистом воздухе 1970 года), помощь образованию (включая Раздел IX в 1972 году), гражданские права (расширение Закона об избирательных правах в 1970 году) и учреждение Специальной программы питания для женщин, младенцев и детей в 1972 году.
Политическое господство либерального консенсуса даже во время президентства Никсона можно лучше всего увидеть в политике, например, в создании Агентства по охране окружающей среды, а также в неудавшемся предложении Никсона заменить систему социального обеспечения гарантированным годовым доходом в виде отрицательного подоходного налога. Позитивная дискриминация в их наиболее ориентированной на квоты форме была политикой администрации Никсона. Даже во время начатой Никсоном войны с наркотиками на лечение от наркомании выделялось две трети средств, что намного выше, чем при любом последующем президенте, республиканце или демократе. Вдобавок нормализация дипломатических отношений Никсона с коммунистическим Китаем и его политика разрядки в отношениях с Советским Союзом, вероятно, были более популярны среди либералов, чем среди его консервативной базы. Никсон также успешно поддержал корректировку стоимости жизни для получателей социального обеспечения.
Противоположная точка зрения была предложена Кассом Р. Санстейном в его работе The Second Bill of Rights. Он утверждает, что своими назначениями судей Верховного суда Никсон фактически положил конец многолетней работе по приведению законодательства Соединённых Штатов об экономических правах в соответствии с положениями, изложенными во Всеобщей декларации прав человека, принятой в 1948 году Генеральной Ассамблеей ООН.

#### После 1970-х
В 1970-е годы либеральный консенсус начал рушиться. Был окончательно потерян союз с белыми южными демократами. Хотя расширение избирательных прав афроамериканцов увеличило электорат за счёт новых избирателей, симпатизирующих либеральным взглядам, этого было недостаточно, чтобы компенсировать потерю южных демократов, часть из которых перешли в Республиканскую партию, а часть оставались демократами лишь формально, голосуя за республиканцев. Профсоюзное движение, долгое время являвшиеся оплотом Демократической партии и либерального консенсуса, пошло на спад, теряя членов и влияние, к тому же многие рабочие и профсоюзы не разделяли взгляды либеральные политики. Внутри руководства Демократической партии произошёл поворот к умеренности в расовых темах после поражения либерала Джорджа Макговерна на президентских выборах 1972 года.
Тем временем в рядах республиканцев появилось новое крыло партии. Консерваторы, которых в 1964 году пробудил Барри Голдуотер, бросили вызов более либеральному руководству в 1976 году и взяли под свой контроль партию при Рональде Рейгане в 1980 году. Со временем либеральные республиканцы практически полностью исчезли даже в своих северо-восточных оплотах.
Одновременно с этим в рядах Демократической партии набирали силу центристы, в частности, возникшие в конце 1980-х годов «Новые демократы», которые таким образом дистанцировались от демократов «Нового курса». Центристские группы, такие как Совет демократического лидерства (DLC), поддержали Билла Клинтона и бросили вызов либералам в борьбе за контроль над Демократической партией. С помощью DLC, в котором доминировали южане, Клинтон стал общенациональной лидером демократов. Он работал с консерваторами и против сильной либеральной оппозиции, чтобы закрыть некоторые из программ социального обеспечения и реализовать проект НАФТА, связав экономики Соединённых Штатов, Канады и Мексики. Клинтон настаивал на распространении либеральных идеалов в области здравоохранения, потерпев неудачу, и защиту окружающей среды, где добился большего успеха. В целом он подвергся ожесточенным нападкам со стороны левых и многих либералов, которые обвинили его в предательстве традиций активного правительства «Нового курса», особенно в отношении социального обеспечения, за и его сотрудничество с бизнесом.
1 января 2013 года президенту Бараку Обаме удалось повысить налоги для богатых, сохранив при этом налоговые ставки для среднего класса. 21 января того же года Обама произнёс свою вторую инаугурационную речь, в которой отстаивал либеральные идеи. Его знаковым достижением стало расширение медицинских льгот на миллионы людей в соответствии с Законом о доступном медицинском обслуживании, который стал известен как ObamaCare, расширив роль правительства в здравоохранении. В 2016 году основными претендентами на участие в президентских выборах от демократов были Берни Сандерс и Хиллари Клинтон. В то время как Клинтон в целом занимала умеренные позиции, Сандерс позиционировал себя как сторонник прогрессивизма и социал-демократии, выступая за Medicare для всех, бесплатные колледжи и университеты, установление минимальной заработной платы в размере 15 долларов и введение федеральных гарантии занятостй. Хотя Клинтон выиграла партийные выборы (и проиграла всеобщие выборы Дональду Трампу), Сандерсу удалось сдвинуть Демократическую партию влево вопреки центристам, которые контролировали партию со времен президентства Билла Клинтона. Платформы 2016 и 2020 годов заявили о поддержке минимальной заработной платы в размере 15 долларов, государственного медицинского страхования, отмены смертной казни, легализации каннабиса и введения налога на выбросы углерода.

## Разновидности

### Ранний либерализм
Соединённые Штаты были первой страной, основанной на либеральных идеях Джона Локка и других философов Просвещения, основанных на неотъемлемых правах и согласии управляемых без монархии и наследственной аристократии, и хотя отдельные государства установили государственную религию, Первая поправка не позволяла федеральному правительству поступать также. Билль о правах гарантирует каждому гражданину США свободы, отстаиваемые либеральными философами, а именно равенство перед законом, свободу вероисповедания, свободу слова, свободу печати, право собираться на мирные собрания, право обращаться с петициями к правительству для удовлетворения жалоб и право на ношение оружия, среди других свобод и прав.
Однако как до, так и после основания страны возникали правовые вопросы относительно объёма прав и свобод. В решении по Дред Скотт против Сэндфорда Верховный суд постановил, что эти права распространяются только на белых мужчин и что у чёрных нет прав, которые любой белый человек обязан уважать. Несколько конституционных поправок после решения по делу Дреда Скотта запретили ограничивать избирательных прав, вначале чернокожих в 1870 году, затем женщин в 1920 году и людей, неспособных оплатить налоги в 1964 году.

### Классический либерализм
В Соединённых Штатах классический либерализм, также называемый либерализмом laissez-faire, — это вера в то, что рыночная экономика является наиболее продуктивной, а вмешательство государства выгодно немногим и вредит многим — или, как сказал писатель и мыслитель Генри Дэвид Торо, «лучше всего то правительство, которое правит меньше всего». Классический либерализм — это философия индивидуализма и личной ответственности, мало заботящаяся о группах или подсообществах. Классические либералы в Соединённых Штатах считают, что если экономика предоставлена естественным силам спроса и предложения, свободной от государственного вмешательства, результатом будет наиболее обильное удовлетворение человеческих потребностей. Современные классические либералы выступают против концепций социал-демократии и государства всеобщего благосостояния.

### Современный либерализм
В 1883 году американский социолог Лестер Франк Уорд (1841—1913) опубликовал работу Dynamic Sociology: Or Applied Social Science, as Based Upon Statical Sociology and the Less Complex Sciences, в которой изложил основные принципы современного американского либерализма, в то же время нападая на политику невмешательства, отстаиваемую его коллегами Гербертом Спенсером и Уильямом Грэмом Самнером. Уорд был страстным сторонником идеи, согласно которой социология должна разумно и научно направлять развитие общества.
Другим влиятельным мыслителем прогрессивной эры был философ Герберт Кроули (1869—1930). Он эффективно сочетал классическую либеральную теорию с философией прогрессивизма и основал журнал The New Republic для представления своих идей. Кроули выступал за смешанную экономику, увеличения расходов на образование и создания общества, основанного на «человеческом братстве». В 1909 году Кроули опубликовал книгу The Promise of American Life, в котором предложил повысить общий уровень жизни посредством экономического планирования, хотя и выступал против агрессивного объединения в профсоюзы. В следующей своей работе, The Techniques of Democracy (1915), Кроули выступал против догматического индивидуализма и догматического социализма. В качестве редактора The New Republic у него был форум для общения с интеллектуальным сообществом.
По словам Пола Старра, социолога из Принстонского университета:

Либерализм делает ставку на то, что государство […] может быть сильным, но ограниченным — сильным, потому что ограниченным. […] Право на образование и другие требования человеческого развития и безопасности направлены на расширение возможностей и личного достоинства меньшинств, а также на содействие творческому и продуктивному обществу. Чтобы гарантировать эти права, либералы поддержали более широкую социальную и экономическую роль государства, уравновешенную более надёжными гарантиями гражданских свобод и более широкой социальной системой сдержек и противовесов, основанной на независимой прессе и плюралистическом обществе.
Оригинальный текст (англ.)Liberalism wagers that a state […] can be strong but constrained—strong because constrained. […] Rights to education and other requirements for human development and security aim to advance the opportunity and personal dignity of minorities and to promote a creative and productive society. To guarantee those rights, liberals have supported a wider social and economic role for the state, counterbalanced by more robust guarantees of civil liberties and a wider social system of checks and balances anchored in an independent press and pluralistic society.
— Paul Starr, The New Republic, March 2007